# 竹田市立城原小学校
竹田市立城原小学校（たけたしりつ きばるしょうがっこう）は、大分県竹田市にある公立小学校。

## 沿革
- 1874年（明治7年） - 轟木学校創立
- 1876年（明治9年） - 礎学校創立（轟木学校廃止）
- 1878年（明治11年） - 笹川簡易学校創立
- 1885年（明治18年） - 高伏簡易学校創立
- 1896年（明治29年） - 城原高等小学校創立
- 1896年（明治29年）8月 - 校舎新築
- 1912年（明治45年） - 城原尋常小学校に高等科併設
- 1917年（大正6年） - 新校舎落成
- 1937年（昭和12年） - 新校舎落成
- 1941年（昭和16年） - 城原国民学校と改称
- 1947年（昭和22年） - 城原村立城原小学校と改称
- 1954年（昭和29年） - 竹田市立城原小学校と改称
- 1970年（昭和45年） - プール完成
- 1974年（昭和49年） - 開校100周年記念式典挙行
- 1977年（昭和52年） - 新校舎落成

## 通学区域
- 大字米納、大字下坂田、大字城原、大字福原、大字小川の長田尾、下森屋を除く大字高伏[1]